# Cipresspanner
De cipresspanner (Thera cupressata) is een vlinder uit de familie van de spanners (Geometridae). De wetenschappelijke naam van de soort werd als Geometra cupressata voor het eerst geldig gepubliceerd door Carl Geyer.
De spanwijdte is 28 tot 32 millimeter. De soort onderscheidt zich van andere soorten uit hetzelfde geslacht door de schuine streep die over de vleugels loopt.
Als waardplanten worden (gekweekte) cipressen gebruikt. De soort vliegt in twee jaarlijkse generaties van mei tot september met een pauze in juli. De soort overwintert als imago.
De cipresspanner komt voor in Zuid-Europa en rukt op in West-Europa. In 2011 werd een eerste exemplaar waargenomen in Nederland, in Den Haag.